# Sagorodnoje (Kaliningrad, Tschernjachowsk)
Sagrodnoje (russisch Загородное, deutsch Neuendorf, Kreis Insterburg) ist ein Ort in der russischen Oblast Kaliningrad. Er gehört zur kommunalen Selbstverwaltungseinheit Stadtkreis Tschernjachowsk im Rajon Tschernjachowsk.

## Geographische Lage
Sagorodnoje liegt fünf Kilometer südwestlich des Stadtzentrums von Tschernjachowsk (Insterburg) und ist über die Kommunalstraße 27K-323 vom Tschernjachowsker Ortsteil Nowaja Derewnja (Gaitzuhnen) an der Föderalstraße A229 (auch Europastraße 28, früher Reichsstraße 1) erreichbar. Im Norden des Ortes verläuft die Bahnstrecke Kaliningrad–Nesterow (Königsberg–Stallupönen/Ebenrode) (frühere Preußische Ostbahn). Bahnanschluss besteht über die Stadt Tschernjachowsk.

## Geschichte
Der vor 1946 Neuendorf genannte Ort wurde im Jahre 1613 gegründet. Im Jahre 1874 wurde das Dorf in den neu errichteten Amtsbezirk Althof (ab 1931: Althof-Insterburg) eingegliedert, der bis 1945 zum Kreis Insterburg im Regierungsbezirk Gumbinnen der preußischen Provinz Ostpreußen gehörte. Im Jahre 1910 waren in Neuendorf 231 Einwohner registriert.
Am 30. September 1928 schlossen sich die Nachbarorte Neuendorf, die Landgemeinde Kosacken (russisch: Kosakowo, nicht mehr existent) und der Gutsbezirk Kosacken zur neuen Landgemeinde Neuendorf zusammen. Die Einwohnerzahl betrug 1933 insgesamt 377 und belief sich 1939 auf 358.
In Folge des Zweiten Weltkrieges kam Neuendorf 1945 mit dem nördlichen Ostpreußen zur Sowjetunion. 1947 erhielt der Ort die russische Bezeichnung „Sagorodnoje“ und wurde gleichzeitig dem Dorfsowjet Bereschkowski selski Sowet im Rajon Tschernjachowsk zugeordnet. Von 2008 bis 2015 gehörte Sagorodnoje zur städtischen Gemeinde Tschernjachowskoje gorodskoje posselenije und seither zum Stadtkreis Tschernjachowsk.

## Kirche
Die Bevölkerung Neuendorfs war meistenteils evangelischer Konfession und in das Kirchspiel der Lutherkirche Insterburg eingepfarrt. Sie gehörte zum Kirchenkreis Insterburg in der Kirchenprovinz Ostpreußen der Kirche der Altpreußischen Union. In den 1990er Jahren hat sich in Tschernjachowsk eine neue evangelisch-lutherische Gemeinde gebildet, in deren Einzugsgebiet Sagorodnoje heute liegt. Sie ist Teil der Propstei Kaliningrad (Königsberg) der Evangelisch-lutherischen Kirche Europäisches Russland.